# Golfclub Bad Kissingen

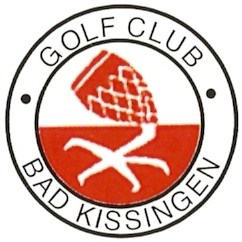
Offizielles Logo des Golfclubs

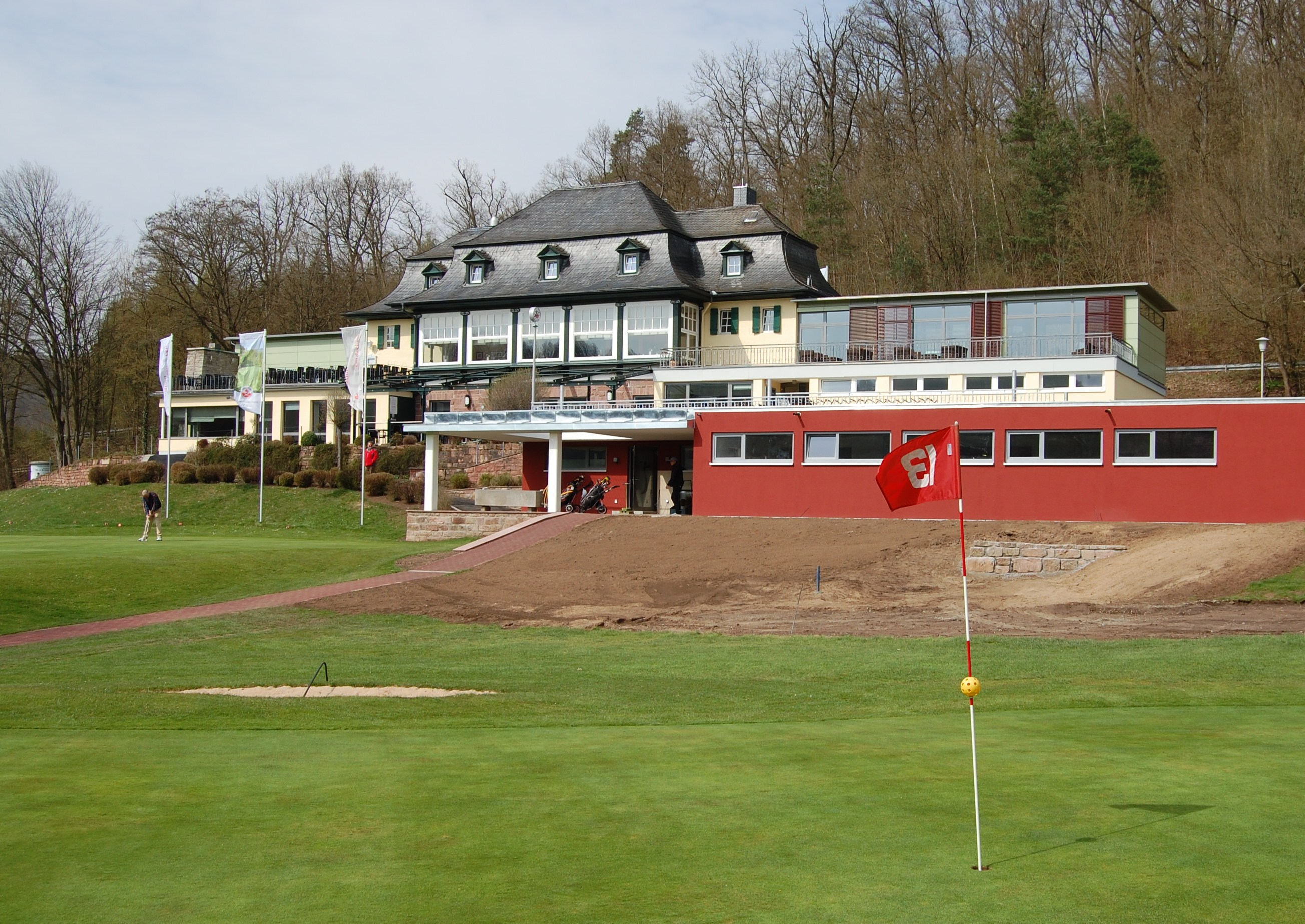
Clubhaus des Golfclubs Bad Kissingen (2010) nach Renovierung und Erweiterung anlässlich des 100-jährigen Jubiläums

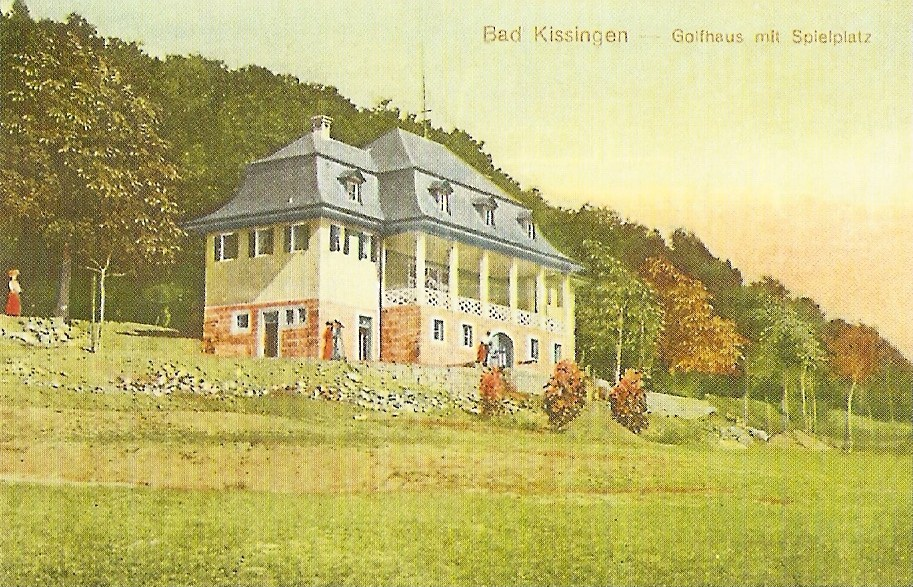
Clubhaus des Golfclubs Bad Kissingen (1912), ein Jahr nach der Platzeinweihung

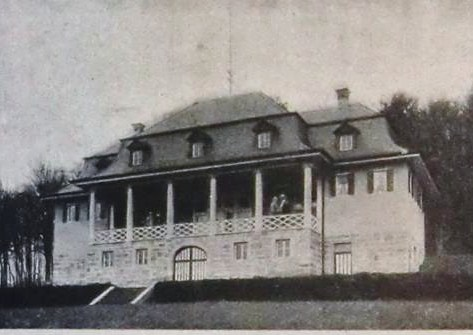
Clubhaus um 1915

Der Golfclub Bad Kissingen, bereits 1910 in der Kurstadt Bad Kissingen gegründet, ist der zweitälteste Golfclub in Bayern und betreibt den ältesten Golfplatz des Freistaates.

## Geschichte
Der Golfclub Bad Kissingen wurde am 23. August 1910 – gemeinsam mit einer Abteilung für Reiter – als „Sportclub Bad Kissingen“ gegründet. Zwei Jahre zuvor war bereits in einer Versammlung mit der Staatlichen Kurverwaltung, dem örtlichen Repräsentanten der bayerischen Staatsregierung, entschieden worden, dass in Bad Kissingen wegen der Vielzahl Golf spielender Gäste aus dem Inland und Ausland unbedingt ein Golfplatz angelegt werden müsse. Schon bald darauf begann die Kurverwaltung mit dem Ankauf von Grundstücken, obwohl die Staatsregierung erst 1910 ihre offizielle Genehmigung hierzu erteilte. Im Jahr 1911 trennten sich die Golfer von den Reitern im „Sportclub“ und machten sich selbständig. Am 18. Juli 1911 wurde der neue Golfplatz mit neun Bahnen an der Bundesstraße 287 nach Euerdorf eingeweiht, an dessen Gestaltung der schottische Golfprofi Cuthbert Strachan Butchart, seit 1911 in Berlin, und der französische Golfexperte M. C. L. Levilly, im Jahr 1911 Schriftführer (Secrétaire) des Golf-Club de Menton an der Côte d’Azur, mitwirkten.
Der Platz mit einer Länge von 2341 Metern (2572 Yards) und einer Einheit von 36 Schlägen wurde vom damaligen Premierminister der Südafrikanischen Union, General Louis Botha (1862–1919), eröffnet, der während seiner mehrfachen Kuraufenthalte die Gründung des Golfclubs angeregt hatte. Die Berliner Zeitschrift Lawn-Tennis und Golf schrieb im August 1911 nach der Eröffnung (Auszug): '„Das Spielfeld hat eine Gesamtgröße von ca. 20 ha, mehr als 90 Morgen, und ist von Natur durch eine entzückende Lage und unvergessliche Stimmungsbilder, ganz besonders aber durch interessante Terrainverschiedenheiten begünstigt.“ Förderer des Golfclubs waren u. a. Etienne de Eliseieff, der Statthalter des Zaren in Sankt Petersburg, und Dr. Emanuel Nobel, der Neffe des Physikers Alfred Nobel. Beide stifteten auch wertvolle Pokale.
Nach Ende des Zweiten Weltkrieges beschlagnahmten die amerikanischen Besatzungstruppen den Golfplatz zu eigenem Nutzen. Erst Anfang der 1950er Jahre wurden werktags wenige deutsche Golfer zugelassen. Erst 1955 durften die Deutschen den Spielbetrieb wieder aufnehmen und Ende des Jahres räumten die Amerikaner den Golfplatz. Zwei Jahre später (1957) fanden die bayerischen Golfmeisterschaften zum ersten Mal auf dem Platz statt. 1961 wurde der Platz auf zwölf Bahnen erweitert, 1967 waren 15 Bahnen bespielbar und ab 1969 gab es 18 Bahnen.
Im Jahr 1977 übernahm der Golfclub den Platz vom bisherigen Grundstückseigentümer, dem Freistaat Bayern, in Pacht. 1989 erfolgte die Angleichung des Platzes von „Standard 70“ an „Par 70“, wozu von 18 angrenzenden Landeigentümern zusätzliche Fläche zur Platzerweiterung aufgekauft werden musste. Im Dezember 1999 entschieden die Clubmitglieder mit überwältigender Mehrheit, ihren Golfplatz dem Freistaat abzukaufen und in Eigentum zu übernehmen.
Heute erstreckt sich der 18-Loch-Golfplatz über eine Fläche von 45 Hektar, noch immer in einer parkähnlichen Anlage direkt an der Fränkischen Saale. Einige Bahnen queren sogar die Saale oder laufen an ihr entlang.
Im Jahr 2010 feierten die 750 Mitglieder des Golfclubs Bad Kissingen das 100-jährige Bestehen, zu dessen Anlass das Clubhaus ein weiteres Mal erweitert und renoviert wurde.